# Булановський Олександр Сергійович
Олександр Сергійович Булановський (нар. 29 червня 1987, Красноярськ, РРФСР) — російський футболіст, півзахисник.

## Життєпис
Футбольну кар'єру розпочав у красноярському «Металурзі», у футболці якого дебютував 23 жовтня 2005 року в переможному (8:2) домашньому поєдинку 33-го туру зони «Схід» Другого дивізіону проти прокоп'євського «Шахтаря». Олександр вийшов на поле на 62-й хвилині, замінивши Максима Семакіна. У Першому дивізіоні Росії 
дебютував 8 травня 2006 року в програному (0:4) виїзному поєдинку 10-го туру проти краснодарського «Кубані». Булановський вийшов на поле в стартовому складі, а на 86-й хвилині його замінив Прман Куга. Дебютним голом у дорослому футболі відзначився 18 травня 2006 року на 50-й хвилині програного (1:3) домашнього поєджинку 12-го туру Першого дивізіону проти курського «Авангарду». Олександр вийшов на поле в стартовому складі та відіграв увесь матч, а на 54-й хвилині отримав жовту картку. У команді провів три сезони, за цей час у чемпіонатах Росії зіграв 26 матчів та відзначився 1 голом, ще 4 матчі провів у кубку Росії. У 2007 році виступав в оренді в клубі Другого дивізіону «Зоря» (Ленінськ-Кузнецький). У 2008 році виступав за аматорський колектив «Факел-ШВСМ» (Якутськ), у футболці якого відзначився 6-ма голами.
У 2009 році перейшов до «Металург-Кузбас» (Новокузнецьк), у якому провів 2 сезони. Також грав за молодіжну команду клубу. У 2011 році підсилив «Якутію», у футболці якої дебютував 23 квітня 2011 року в нічийному (1:1) виїзному поєдинку 1-го туру зони «Схід» Другого дивізіону проти «Байкала-Радіан» (Іркутськ). Булановський вийшов на поле в стартовому складі та відіграв увесь матч. Першими голами в складі якутського клубу відщначився 4 травня 2011 року на 13-й та 60-й хвилинах 3-го туру зони «Схід» Другого дивізону проти омського «Іртиша». Олександр вийшов на поле в стартовому складі та відіграв увесь матч. У сезоні 2011/12 років зіграв 34 матчі (9 голів) у Другому дивізіоні та 1 поєдинок у кубку Росії. Наступний сезон провів у складі іншого представника Другого дивізіону, «Сизрані-2003». У 2013 році повернувся до «Якутії». За два сезони, проведені в команді, у Другому дивізіоні зіграв 43 матчів (10 хвилин), ще 4 матчі провів у кубку Росії. Футбольну кар'єру завершив у складі «Ности», у футболці якої 2015 року провів 13 матчів (1 гол) у Другому дивізіоні та 1 поєдинок у кубку Росії.